# Trichomma guilinense
Trichomma guilinense är en stekelart som beskrevs av Wang 1985. Trichomma guilinense ingår i släktet Trichomma och familjen brokparasitsteklar. Inga underarter finns listade i Catalogue of Life.